# Adonisea coolidgei
Adonisea coolidgei là một loài bướm đêm trong họ Noctuidae.